# Alessandro Campeggio
Alessandro Campeggio (Bolonia, 12 de abril de 1504 - Roma, 21 de septiembre de 1554) fue un eclesiástico italiano.
Hijo del cardenal Lorenzo Campeggio, que antes de entrar al estado eclesiástico estuvo casado con Francesca Guastavillani. A los 22 años de edad su padre le cedió el obispado de Bolonia, con dispensa para tomar con posterioridad las órdenes menores, que recibió en 1541; vicelegado en Aviñón entre 1542-44 y clérigo de la Cámara Apostólica en 1544. 
Fue creado cardenal presbítero en el consistorio celebrado el 20 de noviembre de 1551, recibiendo al mes siguiente el capelo y el título de Santa Lucia in Silice.
Fallecido en Roma a los 50 años de edad, fue sepultado junto a su padre en la Basílica de Santa María en Trastevere de esta misma ciudad.